# Odile Hervé-Bazin
Pour les articles homonymes, voir Hervé Bazin et Bazin.
Odile Hervé-Bazin, née L'Hermitte le 20 mai 1950 à Darnétal et morte le 22 février 2017 à Saint-Mathurin-sur-Loire est une personnalité féminine française. 
Épouse de l'écrivain français Hervé Bazin, elle a créé de nombreuses actions et associations pour la promotion et la diffusion de la littérature et de la poésie française.

## Biographie
Odile Hervé-Bazin est née en Seine-Maritime à Darnétal. Elle a épousé le romancier Hervé Bazin dont elle devient la quatrième épouse. Elle aurait fait sa connaissance après lui avoir envoyé une simple lettre admirative de son travail.  
Elle mettra au monde en 1986 à Rouen, Nicolas Bazin, le dernier né des enfants du romancier. En 1992, le couple s'installe à Angers. Assistante sociale, elle continue son métier pour le compte du Conseil général. Peu de temps après, le goût de la campagne incite les Bazin à l'achat d'une maison de vacances et de week-end à quelques kilomètres de la ville, à Saint-Mathurin.
Hervé Bazin meurt en 1996. Les années qui suivent, Odile Hervé-Bazin commence à promouvoir le souvenir de l’œuvre de son époux tout en essayant de préserver ses archives malgré les différends familiaux. Finalement, 75 % des archives du romancier entrent à la bibliothèque universitaire d'Angers. Quant à elle, elle réussit à racheter la machine à écrire de son époux lors de la grande vente aux enchères après décès organisée à l'Hôtel Drouot à Paris.  
Elle a fondé en 2010 l’association « Présence d'Hervé Bazin » qui organise le  « Prix Hervé-Bazin de la microfiction », parrainé par l'Académie Goncourt, organisé tous les deux ans. 
Elle participe au Colloque Hervé Bazin à Angers, en 2007 et au Colloque Hervé Bazin à Cluj-Napoca, en 2014. 

## Œuvre
Elle a mis en avant des poètes, des auteurs en quête de notoriété en initiant des actions médias comme en 2015 la Radio GI- Poètes sans papier et en participant à de nombreuses associations.
En janvier 2017, elle a été élue présidente des Lyriades de la langue française, qui promeut la langue française.